# عطلة الدواء
عطلة الدواء (تسمى أحيانًا أيضًا إجازة دوائية، إجازة علاجية، توقف مخطط للعلاج، فترة استراحة في العلاج، أو توقف استراتيجي في العلاج) هي عندما يتوقف المريض عن تناول دواء أو عدة أدوية لفترة زمنية؛ تتراوح من عدة أيام إلى عدة أشهر أو حتى سنوات إذا كان الطبيب أو مقدم الرعاية الصحية يرون أن هذا في مصلحة المريض. من المهم عدم إيقاف أي دواء دون إشراف وثيق من الجهة الموصوفة.
تُستخدم إجازات الأدوية المخططة في العديد من مجالات الطب. وربما اشتهروا في علاج فيروس نقص المناعة البشرية، بعد أن أظهرت دراسة أن التوقف عن تناول الدواء قد يحفز جهاز المناعة على مهاجمة الفيروس. سبب آخر لإجازات الدواء هو السماح للدواء باستعادة فعاليته بعد فترة من الاستخدام المستمر، وتقليل تأثير التحمل الذي قد يتطلب زيادة جرعات الدواء.
بالإضافة إلى إجازات الأدوية المخصصة للتأثير العلاجي، فإنها تستخدم أحيانًا لتقليل الآثار الجانبية للأدوية حتى يتمكن المرضى من الاستمتاع بحياة أكثر طبيعية لفترة من الوقت مثل عطلة نهاية الأسبوع أو العطلة، أو الانخراط في نشاط معين. على سبيل المثال، من الشائع بالنسبة للمرضى الذين يستخدمون علاجات مضادة للاكتئاب SSRI أن يأخذوا إجازة من الدواء لتقليل أو تجنب الآثار الجانبية المرتبطة بالخلل الجنسي.
في علاج الأمراض النفسية، قد تكون فترة التوقف عن تناول الدواء جزءًا من التقدم نحو التوقف عن العلاج. وتُعد العطلة أيضًا أداة لتقييم فوائد الدواء في مواجهة الآثار الجانبية غير المرغوب فيها، على افتراض أن كليهما سيتبدد بعد إجازة ممتدة.[بحاجة لمصدر]

## تطوير الممارسة

### كعلاج لاضطراب الاكتئاب ثنائي القطب
كانت عطلات الدواء ليوم واحد في علاج اضطراب الاكتئاب ثنائي القطب بواسطة الليثيوم، المعروفة باسم "أيام خالية من الليثيوم"، قيد الاستخدام منذ العمل الرائد لنواك وتراوتنر في عام 1951. وتبين أن هذا يقلل من التراكم السام للدواء في بعض المرضى.

### كعلاج لمرض باركنسون
ظهرت فترات توقف عن تناول الدواء المكمل ليفو-دوبا (L-dopa) في بداية السبعينيات عندما أفاد Sweet وآخرون ذكرت أنها كانت مفيدة من حيث استعادة فعالية العلاج بعد أن أدى تكيف الدماغ إلى تقليل فعاليته. ومع ذلك، كشفت دراسات لاحقة أن مثل هذه الإجازات الدوائية تمنح فوائد مؤقتة فقط لاستجابة L-dopa. علاوة على ذلك، كان هناك خطر متزايد للوفاة بسبب المضاعفات المرتبطة بها، وهي الالتهاب الرئوي التنفسي، والاكتئاب، ومرض الانصمام الخثاري. وبالتالي لم يعد يوصى بإجازات المخدرات L-dopa.

### كعلاج لمرض الفصام
تم استخدام الإجازات الدوائية من الأدوية المضادة للذهان مثل الكلوربرومازين منذ أوائل الثمانينات للتخفيف من الأعراض الجانبية المرتبطة بالعلاج طويل الأمد.
وفقًا لآن مورتيمر، من المسلم به أن المبادئ التوجيهية المعمول بها تتطلب علاجًا طويل الأمد لمرض انفصام الشخصية، لأن الغالبية العظمى من الأدلة الناتجة عن التوقف عن تناول الدواء، و"عطلة المخدرات"، ودراسات الجرعات المنخفضة للغاية التي أجريت على مر السنين تشير إلى معدلات إعاقة عالية بشكل ملحوظ مقارنة بالعلاج المستمر. إذا لم يكن من الممكن تجنب مضادات الذهان على المدى القريب، فليس هناك سبب للتشكيك في فائدتها على المدى الطويل. ويمكن قول الشيء نفسه عن الأنسولين في مرض السكري.

### كعلاج لفيروس نقص المناعة البشرية
يستهدف فيروس نقص المناعة البشرية بشكل انتقائي خلايا تي المساعدة. وبالتالي، مع مرور الوقت، يميل فيروس نقص المناعة البشرية إلى التدمير الانتقائي لخلايا تي المساعدة الأكثر قدرة على مكافحة عدوى فيروس نقص المناعة البشرية، مما يؤدي بشكل فعال إلى إزالة حساسية الجهاز المناعي تجاه العدوى. الغرض من إيقاف العلاج المنظم هو خلق فترة زمنية قصيرة يصبح فيها الفيروس شائعًا بدرجة كافية لتحفيز تكاثر خلايا تي القادرة على مكافحة الفيروس.
أشارت مراجعة الأدبيات المتعلقة بفيروس نقص المناعة البشرية لعام 2006 إلى أن "دراستين أشارتا إلى أن ما يسمى بإجازات الأدوية لم تكن ذات فائدة وقد تضر المرضى بالفعل، في حين أشارت دراسة ثالثة إلى أن الفكرة ربما لا تزال لها قيمة ويجب إعادة النظر فيها".